# Низькі Татри
Низькі́ Та́три — гірський масив у центральній Словаччині, частина Західних Карпат.
Масив простягається із заходу на схід, між долиною річки Ваг на півночі та річкою Грон на півдні. На заході переходить у Велику Фатру, на сході — у Словацькі Рудні гори. Найвища точка — гора Дюмб'єр (2044 м).
Є карстові печери в Деменовській долині — Деменовська печера свободи, Деменовська льодова печера та інші.

## Річки
- Бенковський потік[1]
- Бистра (притока Горнаду)
- Бистра (притока Штявниці)[2]
- Вагнар
- Великий потік
- Вишносляцький потік[3]
- Годруша[4]
- Груньовий потік[5]
- Дві Води[6]
- Дікула[7]
- Дудлава[8]
- Дубравка[9]
- Ждярний потік[10]
- Ждярський потік[11]
- Зубра[12]
- Зубровиця
- Іляновянка[13]
- Клячанка[14]
- Кошариський потік[15]
- Лажтек[16]
- Лударов потік[17]
- Лудровчанка
- Малужина[18]
- Міхаловський потік[19]
- Порубський потік[20]
- Превальський потік[21]
- Разтоцький потік[22]
- Ракитянка
- Свидовський потік[23]
- Слячанка[24]
- Сопотничка[25]
- Станішовський потік[26]
- Хопковиця[27]
- Хорупнянський потік[28]
- Чрвнік[29]
- Чрмнік[30]
- Штявнічанка
- Шумяцький потік